# Muzeum fotografie Šódži Ueda
Muzeum fotografie Šódži Ueda je muzeum v Hóki v japonské prefektuře Tottori, které se věnuje výhradně vystavování a archivaci práce fotografa Šódži Uedy.

## Historie
Muzeum bylo založeno v roce 1995. Sbírka se skládá z více než 12 000 děl Šódži Uedy. Muzeum se nachází v Hóki, poblíž Sakaiminato, rodného města Uedy. Budovu navrhl Šin Takamacu. Architektonické vztahy mezi objemovým tělesem stavby a dutinami (realizované jako zářezy v nosných zdech budovy) slouží k rámování vulkanické hory Daisen. Sopka se také odráží ve vodní hladině, kde je možné pozorovat její převrácený obraz.

## Galerie

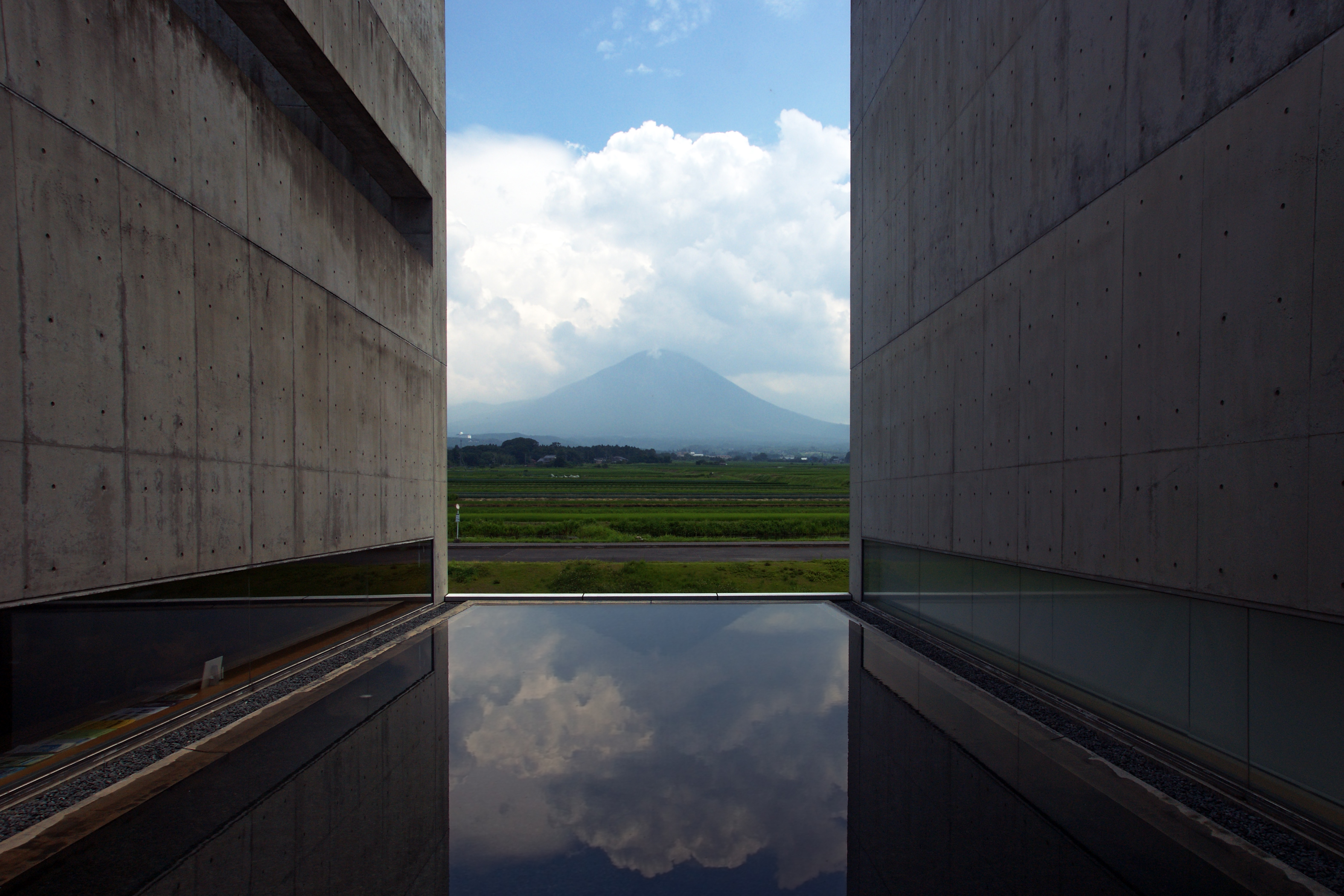
Průhled na vulkanickou horu Daisen, 2008
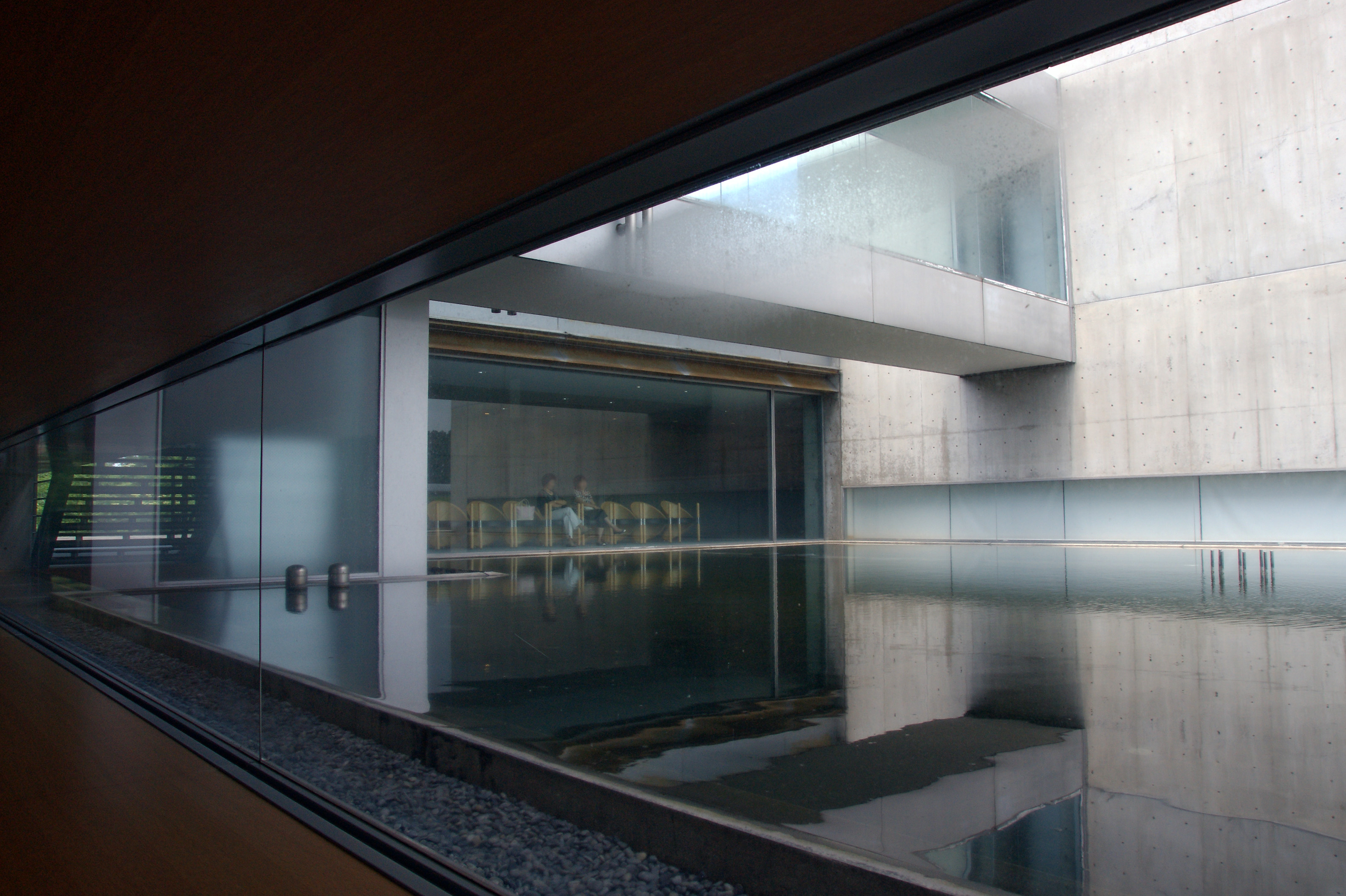
Exteriér muzea, 2008
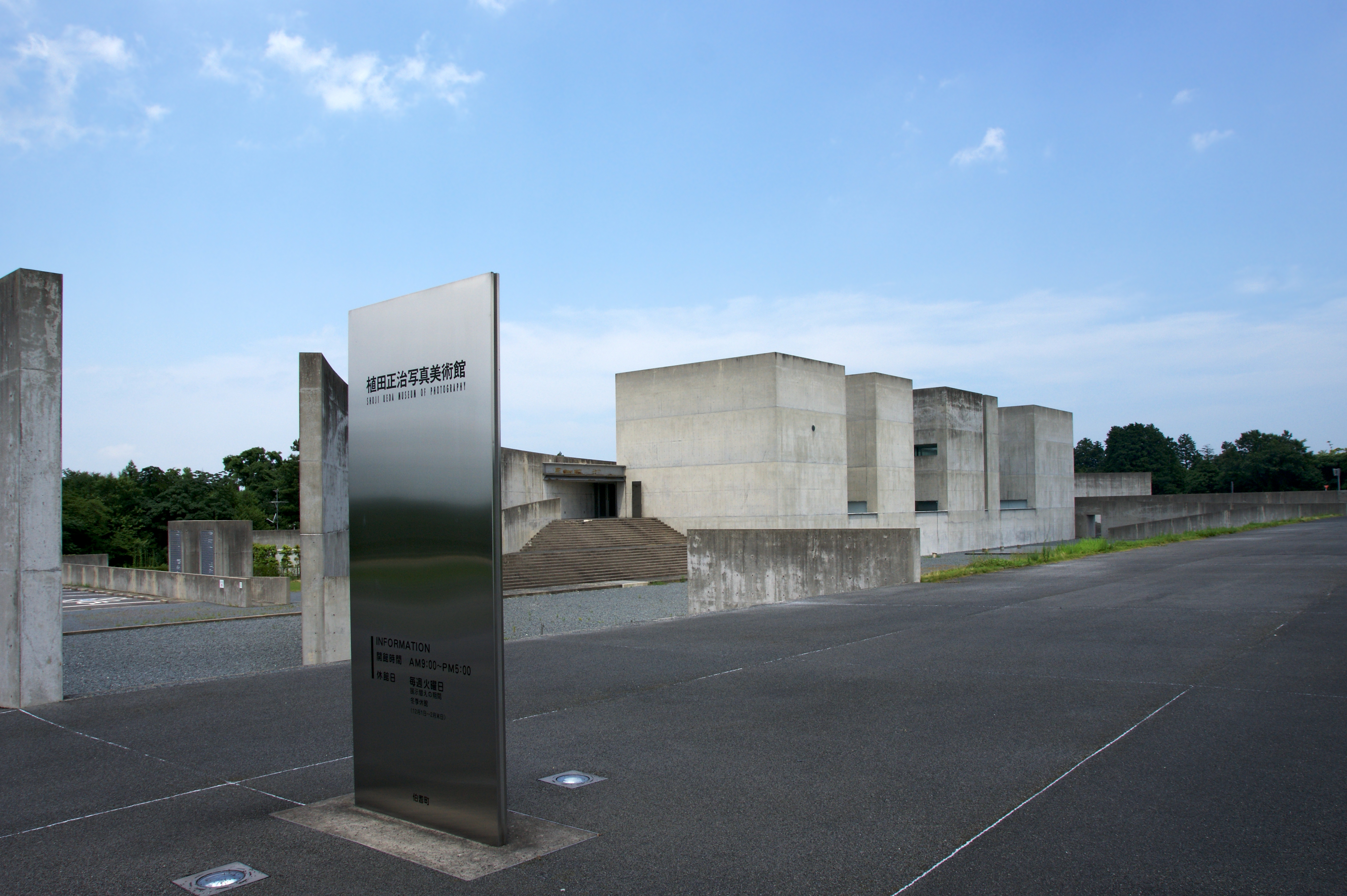
Exteriér muzea, 2008
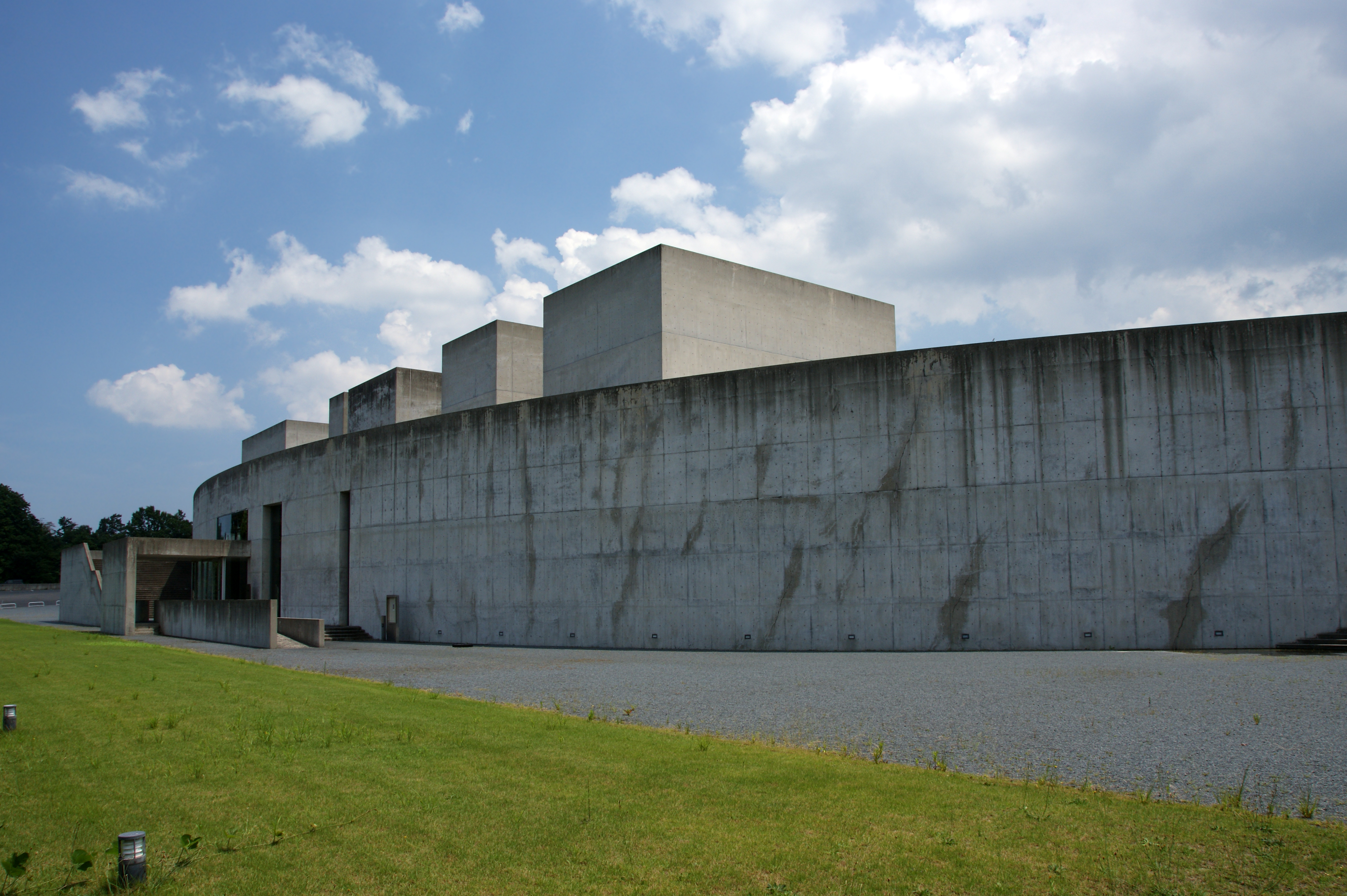
Exteriér muzea, 2008
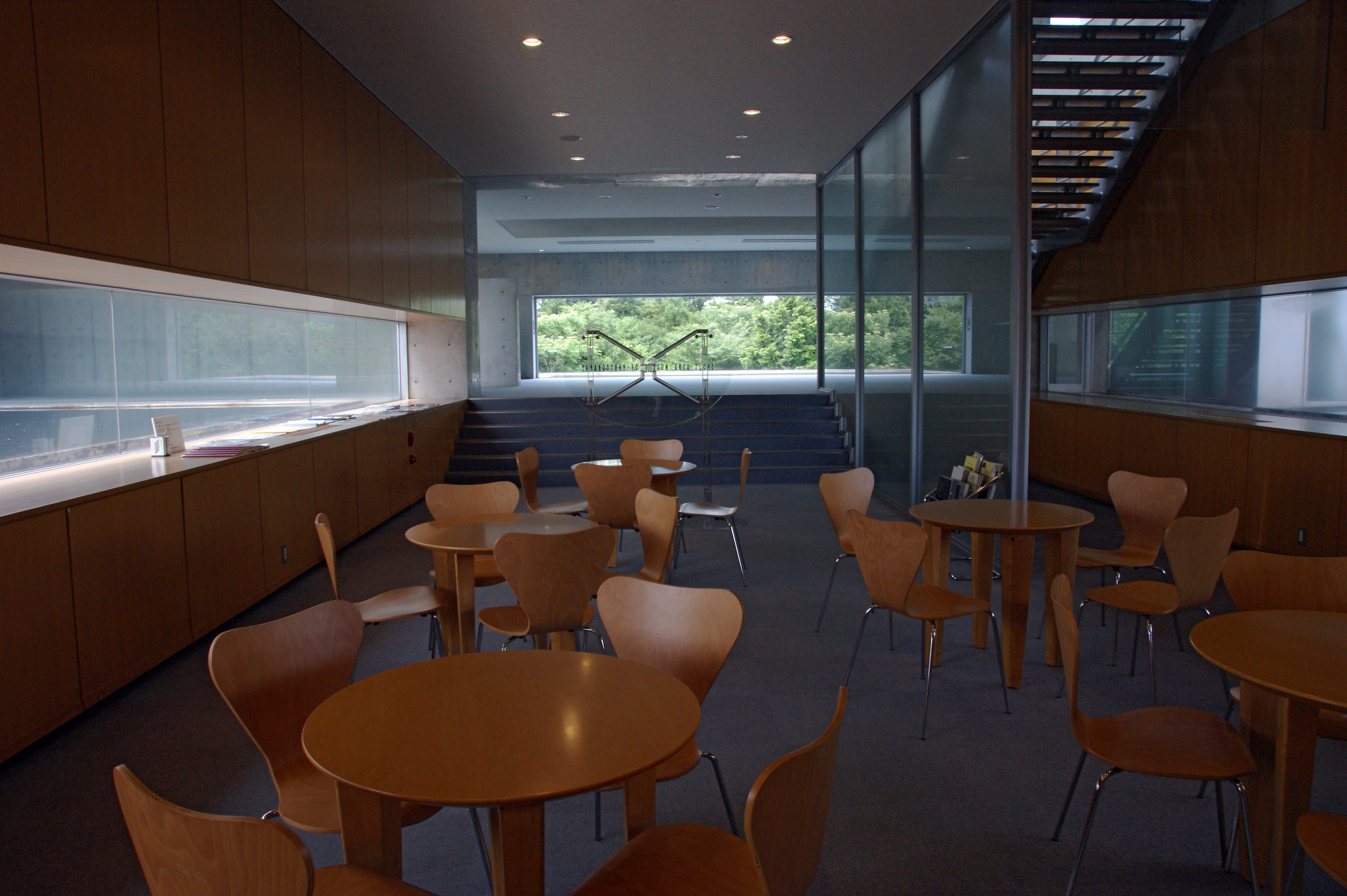
Interiér muzea, 2008